# Маунт-Олів (Міссісіпі)
Маунт-Олів (англ. Mount Olive) — місто (англ. town) в США, в окрузі Ковінґтон штату Міссісіпі. Населення — 895 осіб (2020).

## Географія
Маунт-Олів розташований за координатами 31°45′14″ пн. ш. 89°39′21″ зх. д. / 31.75389° пн. ш. 89.65583° зх. д. (31.753807, -89.655945).  За даними Бюро перепису населення США в 2010 році місто мало площу 8,02 км², уся площа — суходіл.

## Демографія
Згідно з переписом 2010 року, у місті мешкали 982 особи в 393 домогосподарствах у складі 269 родин. Густота населення становила 122 особи/км².  Було 458 помешкань (57/км²).
Расовий склад населення:
| - 55,1 % — чорних або афроамериканців - 43,5 % — білих - 0,3 % — корінних американців - 0,2 % — вихідців з тихоокеанських островів |

До двох чи більше рас належало 0,9 %. Частка іспаномовних становила 0,9 % від усіх жителів.
За віковим діапазоном населення розподілялося таким чином: 26,8 % — особи молодші 18 років, 58,3 % — особи у віці 18—64 років, 14,9 % — особи у віці 65 років та старші. Медіана віку мешканця становила 36,3 року. На 100 осіб жіночої статі у місті припадало 88,8 чоловіків;  на 100 жінок у віці від 18 років та старших — 79,8 чоловіків також старших 18 років.
Середній дохід на одне домашнє господарство  становив 38 841 долар США (медіана — 22 328), а середній дохід на одну сім'ю — 51 087 доларів (медіана — 37 875). За межею бідності перебувало 36,4 % осіб, у тому числі 54,9 % дітей у віці до 18 років та 17,6 % осіб у віці 65 років та старших.
Цивільне працевлаштоване населення становило 309 осіб. Основні галузі зайнятості: освіта, охорона здоров'я та соціальна допомога — 39,8 %, виробництво — 13,6 %, мистецтво, розваги та відпочинок — 11,0 %.